# Port lotniczy Moala
Port lotniczy Moala (IATA: MFJ, ICAO: NFMO) – port lotniczy położony na wyspie Moala, należącej do Fidżi.